# Tom Daschle
Thomas Andrew Daschle (født 9. december 1947 i Aberdeen, South Dakota), kendt som Tom Daschle, er den tidligere demokratiske oppositionsleder i det amerikanske Senat. Han repræsenterede South Dakota i senatet fra 1986 til 2005. Han gik af efter at han tabte valget 2. november 2004 mod den republikanske kandidat John Thune.
Han blev indvalgt i det amerikanske Repræsentanternes hus i 1978, hvor han siddet i fire perioder. I 1986 blev han første gang indvalgt i Senatet. Han blev genvalgt med overvældende majoritet både i 1992 og i 1998. I 1994 efterfulgte han George Mitchell som demokraternes leder i Senatet.
I 2004 drev republikanerne en voldsom valgkamp mod Tom Daschle, til trods for at der er tradition for, at man ikke går til frontalangreb på hinandens ledere i senatet. Efter en lang og hård valgkamp tabte Daschle til republikaneren John Thune med 49% mod 51%, eller ca. 3.100 stemmer. 
Som nyvalgt præsident indstillede Barack Obama i januar 2009 Daschle som sundhedsminister. 3. februar trak han sig dog, presset af en skattesag.